# Rolf Sorg

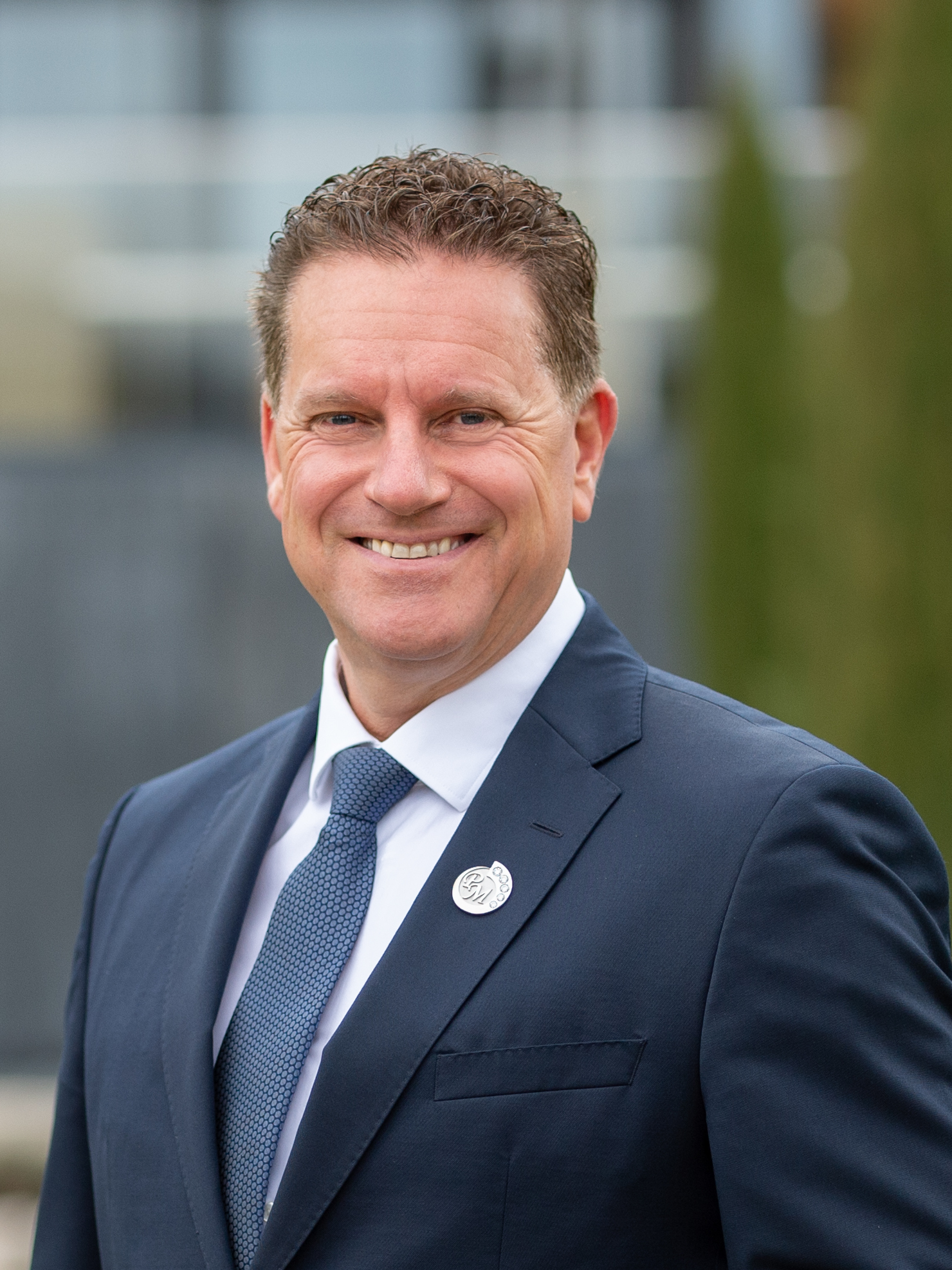
Rolf Sorg (2021)

Rolf Sorg (...) è un imprenditore tedesco, fondatore e CEO di PM-International AG.

## Carriera
L'interesse di Rolf Sorg per la vendita diretta è nato durante gli studi quando desiderava ottenere un guadagno extra. Dopo alcuni anni di grande successo negli affari, ha deciso di interrompere gli studi in ingegneria meccanica e di focalizzare l'attenzione sulla sua attività.
Nel 1993, dopo che il suo datore di lavoro è fallito inaspettatamente, Sorg ha fondatoPM-Cosmetics GmbH con un primo magazzino a Limburgerhof in Germania. Nel 1994 è stata fondata la società madre in Lussemburgo. Nel 2009 la sua azienda ha raggiunto 100 milioni di Euro di vendite annuali che sono diventati 460 milioni di Euro nel 2016.
È sposato con Vicki Sorg, con la quale ha due figli. Nel 2014, Sorg è stato nominato uno degli imprenditori dell'anno dalla pubblicazione tedesca Manager Magazin.  Nel 2022, la sua azienda è stata classificata al numero 9 della classifica Direct Selling News Global 100.

## Premi e riconoscimenti
- Nel 2016, per la settima volta consecutiva, Rolf è stato finalista del premio "Imprenditore dell'anno" che premia i migliori risultati nell'ambito del corporate management in Germania e in Lussemburgo.[14][15]
- WFDSA (World Federation of Direct Selling Association - Federazione Mondiale delle Associazioni di Vendita Diretta): Rolf Sorg è entrato a far parte del consiglio dei CEO della WFDSA grazie ai voti dei suoi pari.[16]